# Photoscotosia penguionaria
Photoscotosia penguionaria är en fjärilsart som beskrevs av Charles Oberthür 1893. Photoscotosia penguionaria ingår i släktet Photoscotosia och familjen mätare. Inga underarter finns listade i Catalogue of Life.